# Godišnjak Gradskog muzeja Subotica – Museion
Godišnjak Gradskog muzeja Subotica – Museion (mađ. A szabadkai Városi Múzeum évkönyve) je stručni časopis Gradskog muzeja u Subotici, koji izlazi usporedno na srpskom, hrvatskom i mađarskom jeziku. 
Pojavio se tek 2001. godine, iako je oduvijek postojala potreba za stručnom periodičnom publikacijom u kojoj se objavljuju rezultati stručno-istraživačkog rada rukovodilaca pojedinih zbirka: arheološke, etnološke, povijesne, povijesti umjetnosti, prirodnjačke kao i konzervatorske radionice i knjižnice. 

## Vanjske poveznice
- Gradski muzej Subotica: Museion  Arhivirana inačica izvorne stranice od 5. ožujka 2016. (Wayback Machine)